# Onkel Pö

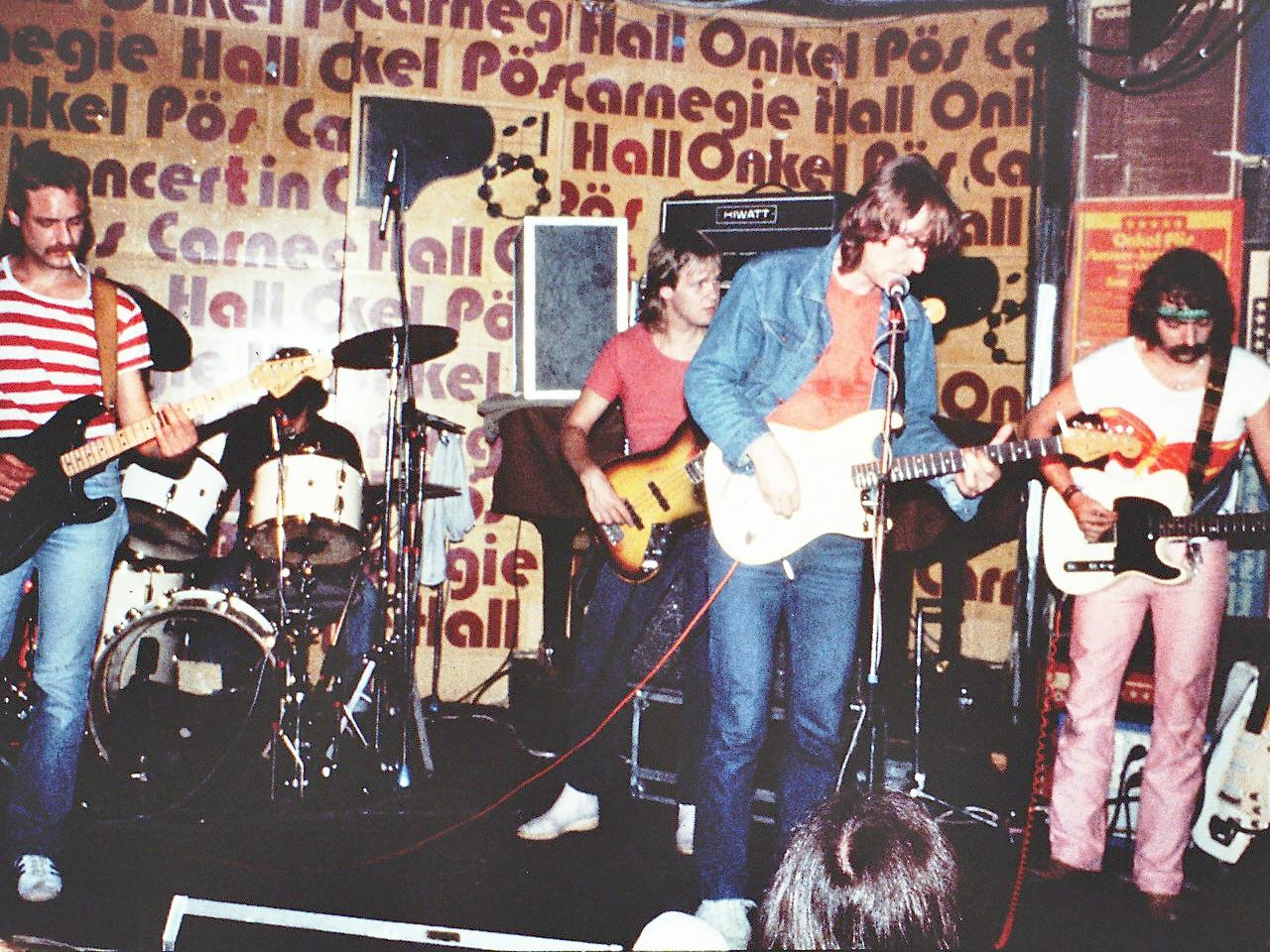
Onkel Pö (Rainer Baumann Band, 29. August 1981)

Onkel Pö war der Kurzname des Jazzlokals Onkel Pös Carnegie Hall, das von 1970 bis 1985 in Hamburg bestand und deutschlandweit bekannt war. Die Karrieren vieler Künstler begannen hier.  

## Geschichte
Gegründet wurde das Onkel Pö von Bernd Cordua und Peter Marxen (1939–2020), 1967 in Pöseldorf, Ecke Milchstrasse-Mittelweg. Als das Haus wegen Baufälligkeit abgerissen werden musste, zog Onkel Pös Peu à Peu, wie der Club zunächst mit vollem Namen hieß, 1970 nach Eppendorf um  und nannte sich fortan als Reverenz an einen weltbekannten Veranstaltungsort in New York City Onkel Pös Carnegie Hall.
Nach dem Umzug wurde es als ein Szenelokal in den 1970er und 1980er Jahren in Hamburg (Stadtteil Hoheluft-Ost, Lehmweg 44) bekannt; als Gründungsdatum wurde der 1. Oktober 1970 angegeben. Im alten Onkel Pö am Mittelweg war es nicht selten zu Sessions mit den unterschiedlichsten Musikern gekommen; dies wurde auch in Eppendorf beibehalten und die Zuschauer kamen zahlreicher. Das Fernsehen stellte sich ein und das Onkel Pö unter der Leitung von Peter Marxen (Bernd Cordua war ausgeschieden) wurde zum Zentrum der „neuen Hamburger guten Laune“. Der deutsche Rocksänger Udo Lindenberg verewigte das Lokal in seinem Album Alles klar auf der Andrea Doria mit der Textstelle des gleichnamigen Liedes: „Bei Onkel Pö spielt ne Rentnerband seit zwanzig Jahren Dixieland …“.
Mitte der 1970er Jahre begann man, von der Hamburger Szene zu sprechen, die einherging mit einem New-Orleans- und Dixieland-Revival. Peter Marxen vereinte Jazz-, Rock- und Popmusik, wobei sich der Akzent im Jazzbereich zunehmend auf den modernen Jazz verlagerte. Es blieb der Clubcharakter, das heißt, man besuchte die Kneipe, weil man andere treffen wollte, und nicht unbedingt wegen der Musik – und so entstand ein Szenetreff; man traf Leute aus der Schallplattenindustrie und vom Rundfunk.
Das Onkel Pö gehörte zu den Veranstaltern des Jazz Festivals in Hamburg (ab 1975), damals noch als „New Jazz Festival“. Um den Erfolg anzukurbeln, spielten die Musiker, beispielsweise Albert Mangelsdorff, Wolfgang Dauner oder Gerd Dudek, für geringe Gagen. Diese für die internationalen Stars positive Geschichte Hamburgs barg jedoch ein erhebliches Defizit für die aktiven Hamburger Musiker: So bekannt und gefüllt die Clubs auch waren, für ihre lokalen Künstler taten sie nichts. Diese konnten gelegentlich in kleinerem Rahmen auftreten, und nur der Besitzer des Onkel Pö ermöglichte ihnen regelmäßig, bei Jam-Sessions zu spielen.

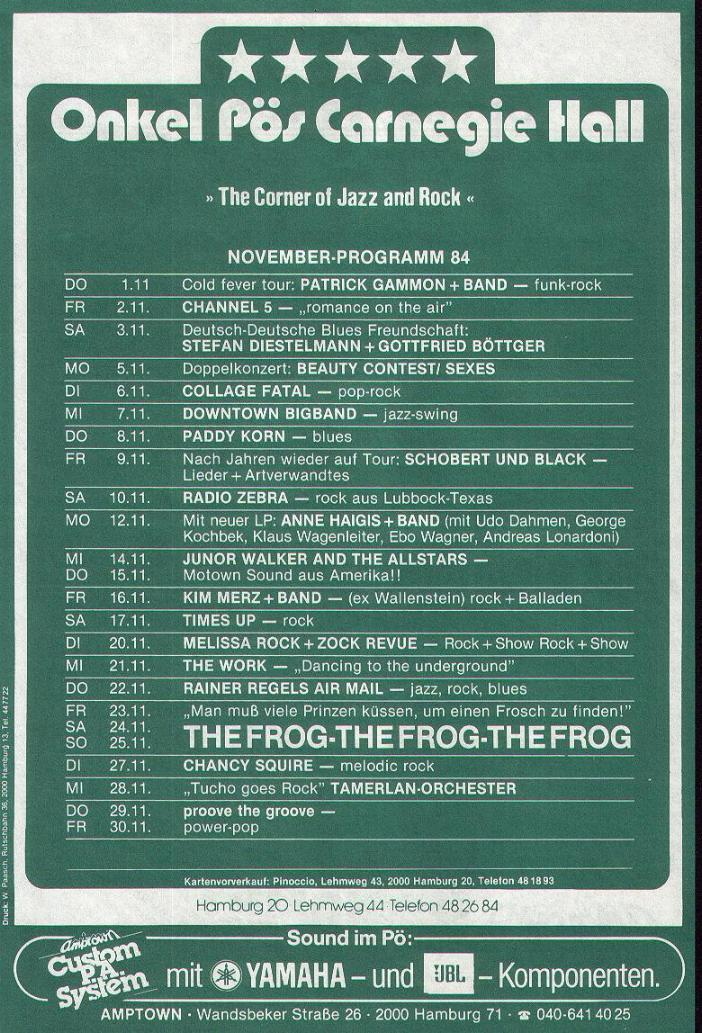
Onkel Pös November-Programm 1984

Von den weltbekannten Größen des Jazz spielten im Onkel Pö unter anderem John Abercrombie - Chet Baker - Art Blakey - Carla Bley - Joanne Brackeen - Dollar Brand - Michael Brecker - Gary Burton - Don Cherry - Chick Corea - Gil Evans - Jan Garbarek - Dizzy Gillespie - Steve Goodman - Dexter Gordon - Charlie Haden - Louis Hayes - Joe Henderson - Bobby Hutcherson - Leo Kottke - Steve Kuhn - Dave Liebman - Michael Mantler - Pat Metheny - Alphonse Mouzon - Marvin „Hannibal“ Peterson - Tom Shaka - Woody Shaw - Archie Shepp - Horace Silver - Ralph Towner - Bennie Wallace - Mike Westbrook - Yōsuke Yamashita - Attila Zoller, manche, wie Al Jarreau und Helen Schneider, starteten dort ihre Weltkarrieren. Auch U2 hatten vor ihrem internationalen Durchbruch hier 1981 einen Auftritt.
Am Tag nach dem Auftritt von Al Jarreau am 12. März 1976 fuhr der NDR mit dem Redakteur Michael Naura vor, um die Neuentdeckung aufzunehmen. Das Konzert wurde live im Radio übertragen, außerdem wurde ein Vertrag für The Al Jarreau Show geschlossen. Damals wurde auch die NDR Talkshow im Onkel Pö aufgenommen, musste aber bald ins Studio umziehen, weil Peter Marxen sich weigerte, den Lieblingsbildhauer Adolf Hitlers, Arno Breker, als Talk-Gast einzulassen. In der Folge waren auch New-Wave-Bands wie die Talking Heads oder hanseatische New-Wave-Größen wie die Roundheads im „Pö“ zu sehen.
Bis 1979 führte Peter Marxen die Musikkneipe, dann gab er seinen Tresen- und Musikerjob auf und übernahm das Restaurant „Forsthaus Hessenstein“ im Kreis Plön. Sein Nachfolger Holger Jass änderte die Richtung der Corner of Jazz in eine Corner of Jazz and Rock, Mitarbeiter Andreas Kiel blieb als Programmverantwortlicher noch einige Zeit, dennoch brachte das Jahr 1985 das Ende für den Club: In den Räumen entstand das Restaurant „Legendär“, seit 1. November 2006 befand sich hier ein Restaurant der Gastronomiekette „Schweinske“, später ein Restaurant der Kette „Mama“.
Der Grund für die Schließung des Onkel Pö war letztlich ein Untersuchungsergebnis der Bauaufsicht, die festgestellt hatte, dass die Musikanlage (1200 Watt Sinusleistung) durch die damit verbundenen Vibrationen die Standsicherheit des Gebäudes im Laufe der Zeit derart beeinträchtigt habe, dass aus bauaufsichtlichen Gründen der Betrieb der Verstärkeranlage hätte untersagt werden müssen. Damit war dem Club die Existenzgrundlage entzogen. Der Pö-Gründer Bernd Cordua versuchte später mehrfach ohne großen Erfolg, wieder Musikkneipen unter dem Namen Onkel Pö zu eröffnen, in den 1990er Jahren auch in Ostdeutschland.

## Dokumentarfilm
- Die Höhle von Eppendorf – Das legendäre Onkel Pö – Norddeutscher Rundfunk (NDR) 2016 – 60 Minuten – Regie und Drehbuch: Oliver Schwabe[9][10]
- Unsere Geschichte – Als Udo, Otto & Co Stars wurden (NDR) 2017 – 45 Minuten – Regie und Drehbuch: Oliver Schwabe[11]